# Ken Wakui
Ken Wakui est un mangaka japonais, principalement connu comme auteur des séries Shinjuku Swan (en) et Tokyo Revengers.

## Biographie
Ken Wakui connait tout d'abord une jeunesse difficile au cours de laquelle il s'est retrouvé à fréquenter des gangs avant d'être embauché comme hôte dans un bar afin de financer ses études. En 2004, il se lance dans le manga et en 2005 le manga Shinjuku Swan est édité par le Weekly Young Magazine. Le manga rencontre un succès notable, qui lui vaut une adaptation en séries de films et se termine en 2013. Entre 2010 et 2016 il sort aussi trois courtes séries  Abaddon, Budgerigar et Desert Eagle. En 2017, Wakui lance, dans le Weekly Shōnen Magazine, le titre Tokyo Revengers qui devient un succès éditorial. Avec plus de 70 millions de copies, le manga est devenu l'un des plus gros succès en manga de tous les temps. L'oeuvre a été adaptée en animé,films et même en live action, avant de se finir en 2022.
Le 14 avril 2024, le nouveau manga de Ken Wakui, Negai no Astro est lancé dans le Weekly Shōnen Jump, le concurrent historique du Weekly Shōnen Magazine.
Le 21 avril 2025, il finit son manga Astro Royale (en japonais : Negai no Astro) au bout de 50 chapitres.